# Ann Butlin
Ann Butlin, född 1743, död 1826, var en brittisk bankir. 
Hon var gift med William Butlin, och grundade efter hans död 1791 banken A. Bultin & Son i Rugby. Allteftersom blev även hennes barn William Butlin d.y. (1812) och James Butlin, Catherine Butlin och Maria Butlin Benn (alla 1846) delägare i banken. Verksamheten var en landsortsbank som under denna tid grundades över hela den brittiska landsbygden, och hon tillhörde de första kvinnor som grundade en sådan (Hannah Haslehurst i Sheffield tycks vara den första 1784, men om henne finns ingen information). Hon skötte banken med framgång. Efter hennes död övertogs den av hennes dotter Maria Benn (d. 1881), som skötte den i kompanjonskap med sin son George Benn (d. 1895) fram till att banken, i likhet med de flesta, köptes upp av Lloyds 1868. 